# Opuntioideae
Sous-famille
Les Opuntioideae sont une sous-famille de cactus, des plantes de la famille des Cactaceae.

## Étymologie
Dans le langage courant, le mot cactus désigne souvent le figuier de Barbarie (Opuntia ficus-indica), plante naturalisée très commune sur les bords de la mer Méditerranée. On désigne aussi ces plantes sous le terme d’Oponces.

## Morphologie
Le type morphologique est formé de segments épais en forme de raquettes (cladodes), parfois au sommet d'un tronc (Brasiliopuntia, Consolea...), de segments en forme de cylindres (Austrocylindropuntia, Cylindropuntia, Grusonia...) ou de petites boules plus ou moins allongées (Maihueniopsis, Tephrocactus, ...). Ces cactus ont, pour la plupart, conservé des feuilles réduites et cylindriques, tombant rapidement.

## Répartition
Les cactus sont presque exclusivement des plantes du Nouveau Monde mais beaucoup de cactus (et notamment les Opuntias) se sont acclimatés sur les autres continents après avoir été introduits par l'homme.

## Histoire

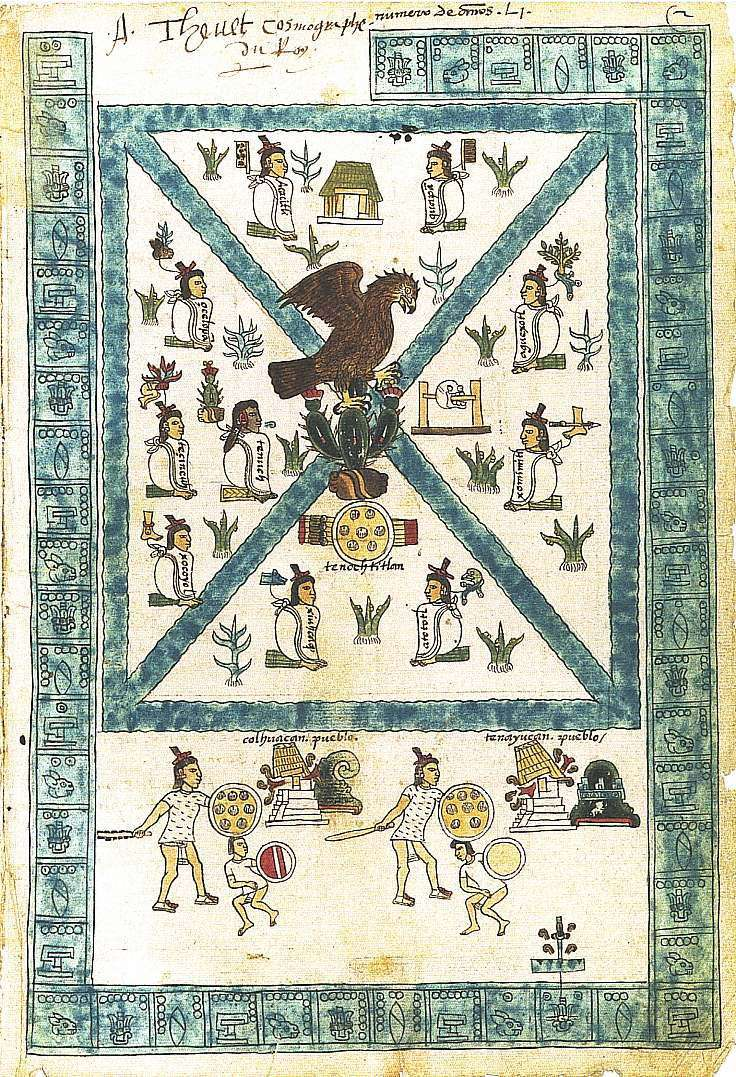
Oponce (Opuntia sp.) surmonté d'un aigle représenté dans le codex Mendoza.

Les cactus figurent sur les dessins et sculpture de l'ancienne civilisation aztèque tels que le codex Mendoza au XIVe siècle.
À la suite d'une prophétie, une partie du peuple, entrainée par des prêtres transportant des effigies sacrées, partit à la recherche d'un lieu où ils verraient un aigle perché sur un cactus et dévorant un serpent.
Lorsqu'une telle rencontre eut lieu, ils fondèrent leur capitale Tenochtitlan (l'ancien nom de Mexico).
En 1822, le général Iturbide attribua l'emblème de la cité aux armoiries du pays, le Mexique : un aigle perché sur un nopal (une espèce d'Opuntia) dévorant un serpent.
En 1597, John Gerard distingue dans son Herball publié à Londres quatre espèces : un Melocactus, deux Cereus et un Opuntia.
Vers 1770, Philip Miller isole notamment le genre Opuntia, gardant le terme Cactus pour tous les autres.

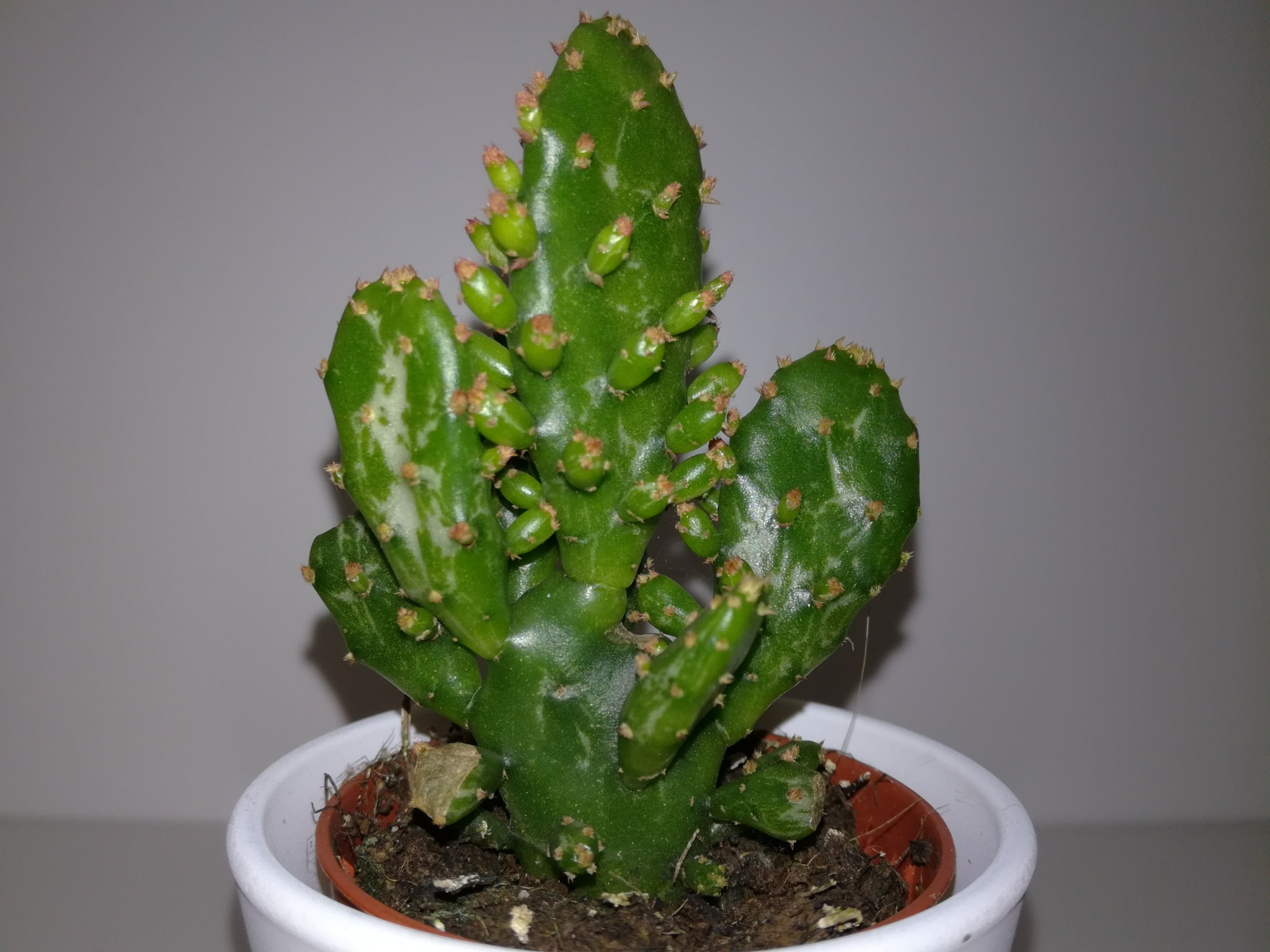
Opuntia monacantha

## Utilisations
L'Opuntia a été importée en Australie au XIXe siècle pour être utilisée en tant que haies naturelles et développer l'élevage des Cochenilles en vue de produire un colorant rouge naturel (l'acide carminique). Ces cactus sont toutefois devenus envahissants et, comme ils ne sont pas consommés par les herbivores australiens, l'Opuntia a rendu 40 000 km2 de terres agricoles improductives[réf. nécessaire]. Pour limiter les effets négatifs de ces cactus, la mouche Cactoblastis cactorum, dont les larves se nourrissent des fruits des Opuntia, a été introduite dans les années 1920.

### Alimentation
L'Opuntia ficus-indica, plus communément appelé figuier de Barbarie, produit des fruits comestibles contenant jusqu'à 15 % de sucre.
Il sert aussi de plante hôte pour l'élevage de la cochenille Coccus cacti utilisée pour produire par écrasement un colorant rouge naturel, le carmin. Il faut recueillir 140 000 insectes pour produire un kilogramme de matière sèche. Il est utilisé pour des rouges à lèvres haut de gamme ou dans le Campari.
Dans de nombreuses régions, on donne certaines espèces d'Opuntia à raquettes plates comme fourrage pour les bestiaux.

## Liste des sous-taxons
Tribus :
- Cylindropuntieae
- Opuntieae
- Tephrocacteae

Genres selon BioLib (8 octobre 2024) :
- Airampoa Frič
- Austrocylindropuntia Backeb.
- Brasiliopuntia (K. Schumann) A. Berger
- Consolea Lem.
- Cumulopuntia F. Ritter
- Cylindropuntia (Engelmann) F.M. Knuth
- Grusonia F. Rchb. & K. Schum.
- Maihueniopsis Speg.
- Miqueliopuntia Frič ex F. Ritter
- Nopalea Salm-Dyck
- Opuntia Mill.
- Pereskiopsis Britton & Rose
- Pterocactus K. Schum.
- Punotia D.R.Hunt
- Quiabentia Britton & Rose
- Tacinga Britton & Rose
- Tephrocactus Lem.
- Tunilla D.R. Hunt & Iliff

## Publication originale
- (en) Burnett G.T., 1835. Outlines of Botany, including a general history of the vegetable kingdom. Vol. 1–2, 1190 pp., London: John Churchill : 742, 1130.